# Podravska Moslavina
Podravska Moslavina – wieś w Chorwacji, w żupanii osijecko-barańskiej, w gminie Podravska Moslavina. W 2011 roku liczyła 798 mieszkańców.